# Stenopogon dilutus
Stenopogon dilutus är en tvåvingeart som först beskrevs av Walker 1851.  Stenopogon dilutus ingår i släktet Stenopogon och familjen rovflugor. Inga underarter finns listade i Catalogue of Life.